# Tomás Martínez (calciatore)
Tomás Martínez (Béccar, 7 marzo 1995) è un calciatore argentino, centrocampista del Melgar.

## Caratteristiche tecniche
È un trequartista che può essere impiegato anche da ala.

## Palmarès

### Club

#### Competizioni nazionali
- Campionato argentino: 2

River Plate: 2013-2014 Final, 2013-2014
- Campionato argentino di seconda divisione: 1

River Plate: 2011-2012
- U.S. Open Cup: 1

Houston Dynamo: 2018

#### Competizioni internazionali
- Coppa Sudamericana: 1

River Plate: 2014
- Recopa Sudamericana: 2

River Plate: 2015
Defensa y Justicia: 2021
- Coppa Libertadores: 1

River Plate: 2015

### Nazionale
- Campionato sudamericano Under-20: 1

Argentina: 2015